# Трумбетова Жумагуль
Жумагуль Трумбетова (1926, аул Уч-сай Другої аулради, тепер Муйнацького району, Каракалпакстан, Узбекистан — ?) — радянська каракалпацька діячка, робітниця Муйнацького м'ясо-рибоконсервного комбінату Кара-Калпацької АРСР, новатор виробництва. Депутат Верховної ради СРСР 3-го скликання.

## Життєпис
Народилася в родині робітника. З 1935 по 1942 рік навчалася в школі.
З 1942 року — робітниця Муйнацького м'ясо-рибоконсервного комбінату Кара-Калпацької АРСР. У 1944 році вступила до комсомолу. Брала участь у стахановському русі на виробництві.
Подальша доля невідома.